# Glorieta de Cuatro Caminos
La glorieta de Cuatro Caminos es una plaza ubicada al norte de la ciudad de Madrid. El nombre proviene de haber sido un cruce de cuatro caminos: la calle de Bravo Murillo (denominada camino de Francia), la avenida Reina Victoria (denominada el camino de Aceiteros), el paseo de Santa Engracia (trazado en 1859) y la calle de Raimundo Fernández Villaverde (denominada anteriormente como paseo de la Ronda). A comienzos del siglo XX tendría otras denominaciones como en 1917 como glorieta de Joaquín Ruiz (en honor del político Joaquín Ruiz Jiménez). La Compañía Metropolitana de Madrid trazó su primera línea desde Sol hasta la actual de Cuatro Caminos.

## Historia

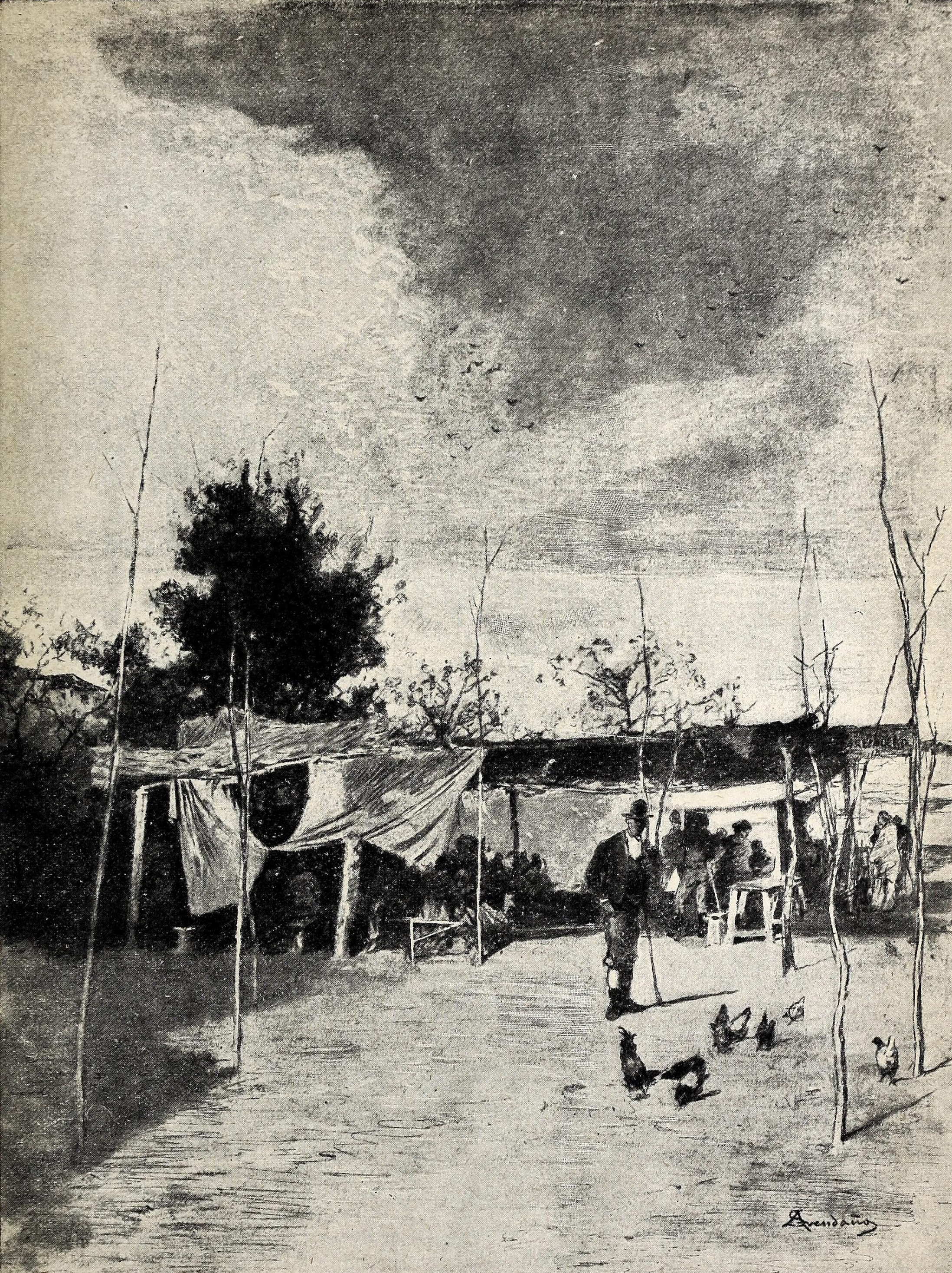
«Rincones de Madrid. Un merendero en los Cuatro Caminos». Ilustración de Serafín Avendaño (Blanco y Negro, 1897)

El terreno era un descampado, con escasas viviendas a mediados del siglo XIX. Retazos del poblado de Chamartín de la Rosa. El plan Castro de Ensanche de Madrid dejaba fuera este espacio, que hoy en día forma la glorieta. Escasos edificios poblaban las primitivas calles y caminos que conformaban el cruce. A comienzos de siglo XX los hermanos Otamendi crearon la Compañía Madrileña de Urbanización y adquirieron terrenos desde Moncloa hasta la actual glorieta. La Glorieta fue el punto de entrada de aguas canalizadas del Canal de Isabel II. En 1902 se decidió denominar a la glorieta en honor a Bravo Murillo (plaza de Bravo Murillo), en 1917 como glorieta de Joaquín Ruiz, en 1931 como Glorieta del Catorce de Abril, en conmemoración de la proclamación de la República, pasándose a denominarse finalmente Glorieta de Cuatro Caminos por imposición franquista en 1940. La zona era a finales del siglo XIX, un lugar de ventas. En 1880 se abrió la primera línea de tranvía que va desde Sol a la Glorieta. 
La benefactora Dolores Romero Arano (viuda de Curiel y Blasi) decide encargar la construcción de un Hospital para jornaleros en 1908 y cuenta para ello con los jóvenes arquitectos Antonio Palacios y Joaquín Otamendi Machimbarrena. El Hospital de Maudes es finalizado en 1916 y posee salida a la cercana calle de Raimundo Fernández Villaverde. El mismo año de comienzo de las obras el incipiente metro de Madrid planificaba la apertura de la línea uno de Cuatro Caminos-Sol. Es decir, la primera línea de metro finalizaba en la glorieta de Cuatro Caminos. El tramo fue inaugurado el 17 de octubre de 1919 por Alfonso XIII. En el periodo de 1919 a 1921 la Compañía Madrileña Urbanizadora encargó a los arquitectos Julián Otamendi y Casto Fernández-Shaw la realización de unos bloques de viviendas de gran altura: los edificios Titanic.

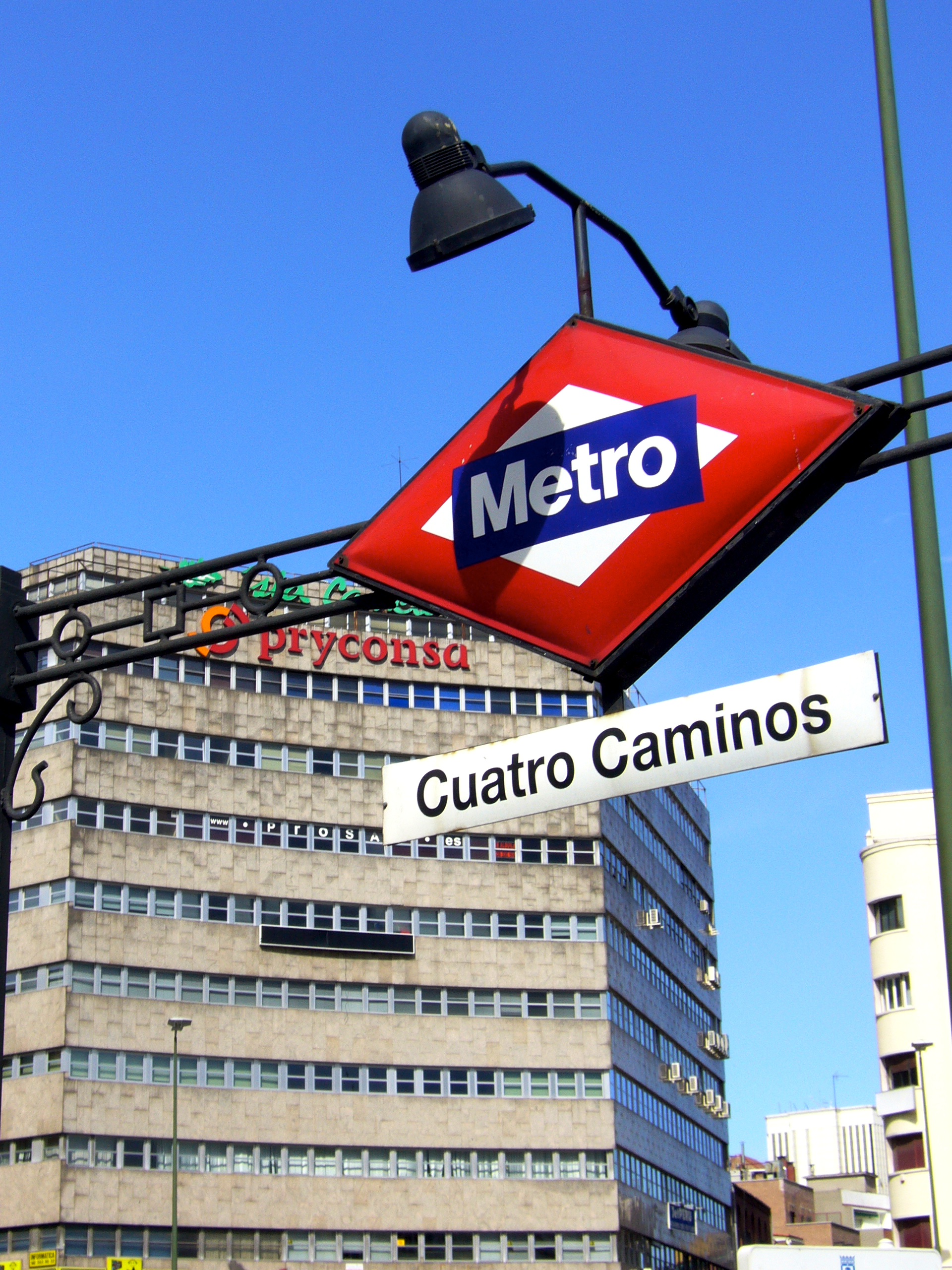
Salida de la estación de Cuatro Caminos

En los años sesenta se construyó un paso elevado entre la avenida de la Reina Victoria y la calle de Raimundo Fernández Villaverde que perduró hasta 2004, cuando se desmanteló y fue sustituido por un túnel subterráneo que comunica ambas calles.

## Literatura
Varias obras literarias están ambientadas en la glorieta de Cuatro Caminos, especialmente muchos episodios de novelas de Pío Baroja, que según Corpus Barga era el escritor que mejor había reflejado en su tiempo el ambiente y la personalidad de esta glorieta. Tristana de Benito Pérez Galdós desarrolla parte de la trama en Cuatro Caminos. La novela de Andrés Trapiello La noche de los Cuatro Caminos (2001) trata sobre un episodio de maquis y de guerrilla urbana, cuando se produjo el asalto a la subdelegación de FET y de las JONS situada en la glorieta, el 25 de febrero de 1945. En este atentado murieron dos falangistas. Vicente Blasco Ibáñez rememoró en La horda (1905) el fielato que hubo en el enclave, a la entrada de la ciudad: «A las tres de la madrugada comenzaron a llegar los primeros carros de la sierra al fielato de los Cuatro Caminos. Habían salido a las nueve de Colmenar, con cargamento de cántaros de leche, rodando toda la noche bajo una lluvia glacial que parecía el último adiós del invierno. Los carreteros deseaban llegar a Madrid antes que rompiese el día, para ser los primeros en el aforo. Se alineaban los vehículos, y las bestias recibían inmóviles la lluvia, que goteaba por sus orejas, su cola y los extremos de los arneses. Los conductores se refugiaban en una tabernilla cercana, la única puerta abierta en todo el barrio de los Cuatro Caminos, y aspiraban en su enrarecido ambiente las respiraciones de los parroquianos de la noche anterior. Se quitaban la boina para sacudirla el agua, dejaban en el suelo el barro de sus zapatones claveteados, y sorbiéndose una taza de café con toques de aguardiente, discutían con la tabernera la comida que había de prepararles para las once, cuando emprendiesen el regreso al pueblo. En el abrevadero cercano al fielato, varias carretas cargadas de troncos aguardaban la llegada del día para entrar en la población. Los boyeros, envueltos en sus mantas, dormían bajo aquéllas, y los bueyes, desuncidos, con el vientre en el suelo y las patas encogidas, rumiaban ante los serones de pasto seco".
En la novela de Óscar Esquivias Viene la noche (2007) está también ambientada en la zona y también su cuento El chino de Cuatroca, en el libro Andarás perdido por el mundo (Ediciones del Viento, 2016).